# Freddie Redd
Freddie Redd (29. května 1928 New York – 17. března 2021 Baltimore) byl americký jazzový klavírista a hudební skladatel. V letech 1946–1949 sloužil v armádě a po návratu hrál s bubeníkem Johnny Millsem a po newyorských klubech doprovázel hudebníky, jako byli Tiny Grimes, Cootie Williams, Oscar Pettiford nebo Jive Bombers. V roce 1956 koncertoval spolu se zpěvačkou Ernestine Anderson a trumpetistou Rolfem Ericsonem ve Švédsku. Největší úspěch se mu dostal koncem padesátých let, kdy hrál ve filmu The Connection, ve kterém jsou záběry z koncertů v New Yorku, Londýně a Paříži. Mimo účasti ve filmu se podílel i na jeho soundtracku. Ačkoliv měl film úspěch, on sám úspěchu doma ve Spojených státech nedosáhl a brzy poté se přestěhoval do Evropy.